# Osebno orožje
Osebno orožje (angleško Individual Weapon; kratica IW) je vsako vojaško orožje, ki ga lahko upravlja le ena oseba (npr. puška, pištola; pogojno spadajo sem tudi mitraljezi).